# Beche Blade
Beche Blade (englisch für Bècheklinge) ist ein 1600 m (nach Angaben des UK Antarctic Place-Names Committee 1545 m) hoher und scharfgratiger Gebirgskamm im ostantarktischen Coatsland. Er ragt zwischen dem Murchison Cirque und dem Arkell Cirque an der Südseite der Read Mountains in der Shackleton Range auf.
Die United States Navy fertigte 1967 Luftaufnahmen an. Vermessungen erfolgten von 1968 bis 1971 durch den British Antarctic Survey. Das UK Antarctic Place-Names Committee benannte den Gebirgskamm 1971 nach dem britischen Geologen Henry Thomas de la Bèche (1796–1855), von 1835 bis zu seinem Tod erster Direktor des British Geological Survey.